# Guerre dei cent'anni
Sono dette guerre dei cent'anni alcuni periodi storici caratterizzati da un pressoché continuo stato di belligeranza tra Francia e Inghilterra.
Il motivo di questa continua ostilità si può far risalire alla conquista dell'Inghilterra da parte di Guglielmo I (detto poi Il Conquistatore), con la quale si configura una situazione politica ambigua: il duca di Normandia vassallo del re di Francia diventa re d'Inghilterra. Era il 1066.
1. 1135-1217: gli antefatti.
Alla morte di Enrico I, figlio di Guglielmo, nonché terzo re d'Inghilterra, avvenuta nel 1135, iniziò un periodo di guerre di successione tra sua figlia l'imperatrice Matilde e Stefano di Blois, figlio di una sorella di Enrico. Matilde in seconde nozze sposò il conte francese Goffredo V d'Angiò e il loro figlio Enrico riuscì nel 1154 a sedere sul trono inglese.
Questo comportò una costante conflittualità con Filippo Augusto re di Francia, che si concluse, a favore di quest'ultimo, con la battaglia di Bouvines del 1214.
Uno strascico è il tentativo di Luigi, figlio di Filippo, di invadere l'isola, conclusosi in maniera fallimentare nel 1217.
2. 1337-1453: prima guerra dei cent'anni.
Si tratta sostanzialmente di una guerra di successione tra case regnanti. Da questa nacquero le nazioni di Francia e Inghilterra.
  - Guerra edoardiana (1337-1360)
  - Guerra carolina (1369-1389)
  - Guerra dei Lancaster (1415-1429)
  - Fase conclusiva (1429-1453)
3. 1689-1815: seconda guerra dei cent'anni[2][3].
 Questo periodo fu caratterizzato da realtà estremamente diverse: iniziò infatti come guerra coloniale in terra americana, dove si sviluppò un movimento di liberazione che portò alla guerra d'indipendenza americana, nella quale decisivo fu l'intervento francese; dopo un periodo di relativa pace, scoppiò in Europa la rivoluzione francese, che fu seguita dalle guerre napoleoniche.
  - Guerra franco-indiana (1688-1763)
  - Guerra dei nove anni (1688-1697)
  - Guerra di successione spagnola (1702-1713)
  - Guerra di successione austriaca (1742-1748)
  - Guerra dei sette anni (1756-1763)
  - Rivoluzione americana (1775-1783)
  - Rivoluzione francese (1792-1797)
  - Guerre napoleoniche (1803-1815)